# Sport- und Schwimmverein Jahn 2000 Regensburg 2003-2004
Questa voce raccoglie le informazioni riguardanti lo Sport- und Schwimmverein Jahn 2000 Regensburg nelle competizioni ufficiali della stagione 2003-2004.

## Stagione
Nella stagione 2003-2004 il Jahn Regensburg, allenato da Ingo Peter e Günter Brandl, concluse il campionato di 2. Bundesliga al 16º posto. In Coppa di Germania il Jahn Regensburg fu eliminato agli ottavi di finale dal Duisburg.

## Rosa
| N. |                      | Ruolo | Calciatore        |
| -- | -------------------- | ----- | ----------------- |
| 1  | Germania (bandiera)  | P     | Heinz Müller      |
| 2  | Germania (bandiera)  | D     | Stefan Binder     |
| 3  | Austria (bandiera)   | D     | Mario Stieglmair  |
| 4  | Germania (bandiera)  | D     | Christian Kritzer |
| 5  | Germania (bandiera)  | D     | Markus Weinzierl  |
| 6  | Germania (bandiera)  | D     | Carsten Keuler    |
| 7  | Germania (bandiera)  | C     | Tobias Zellner    |
| 8  | Germania (bandiera)  | C     | Harald Gfreiter   |
| 9  | Rep. Ceca (bandiera) | A     | Michał Kolomazník |
| 10 | Rep. Ceca (bandiera) | C     | Patrik Siegl      |
| 11 | Ungheria (bandiera)  | A     | Andras Tölcseres  |
| 12 | Croazia (bandiera)   | D     | Marijan Kovačević |
| 13 | Germania (bandiera)  | C     | Karsten Hutwelker |
| 15 | Malawi (bandiera)    | C     | Tamandani Nsaliwa |

| N. |                     | Ruolo | Calciatore         |
| -- | ------------------- | ----- | ------------------ |
| 18 | Germania (bandiera) | D     | Oliver Schmidt     |
| 19 | Germania (bandiera) | A     | Dirk Lehmann       |
| 20 | Germania (bandiera) | P     | Peter Martin       |
| 21 | Germania (bandiera) | C     | Markus Knackmuß    |
| 22 | Germania (bandiera) | A     | Martin Willmann    |
| 23 | Germania (bandiera) | C     | Dominik Schmitt    |
| 24 | Germania (bandiera) | C     | Carsten Sträßer    |
| 25 | Senegal (bandiera)  | D     | El Hadji Dione     |
| 26 | Lituania (bandiera) | A     | Igoris Morinas     |
| 27 | Germania (bandiera) | D     | Tobias Fink        |
| 28 | Grecia (bandiera)   | C     | Valandi Anagnostou |
| 30 | Albania (bandiera)  | A     | Altin Rraklli      |
| 32 | Germania (bandiera) | C     | Oliver Fink        |
| 33 | Germania (bandiera) | C     | Oliver Straube     |

## Organigramma societario
Area tecnica
- Allenatore: Günter Brandl
- Allenatore in seconda:
- Preparatore dei portieri:
- Preparatori atletici:

## Calciomercato

### Sessione estiva
| Acquisti | Acquisti                       | Acquisti               | Acquisti |
| R.       | Nome                           | da                     | Modalità |
| -------- | ------------------------------ | ---------------------- | -------- |
| C        | Valandi Anagnostou             | SV Wilhelmshaven       |          |
| A        | Altin Rraklli                  | Diyarbakırspor         |          |
| A        | Igoris Morinas                 | Magonza                |          |
| A        | Michał Chałbiński              | Odra                   |          |
| C        | Semir Devoli                   | Paderborn              |          |
| D        | El Hadji Dione                 | Wacker Burghausen      |          |
| C        | Karsten Hutwelker              | Eintracht Braunschweig |          |
| D        | Christian Kritzer              | Saarbrücken            |          |
| P        | Peter Martin                   | Uerdingen 05           |          |
| A        | Ermin Melunovic                | Magonza                |          |
| P        | Heinz Müller (calciatore 1978) | St. Pauli              |          |
| C        | Tamandani Nsaliwa              | Saarbrücken            |          |
| C        | Paulinho                       | Young Boys             |          |
| A        | Alexandru Pițurcă              | FCSB                   |          |
| C        | Asif Šarić                     | SV Wilhelmshaven       |          |
| C        | Carsten Sträßer                | Rot-Weiß Erfurt        |          |
| A        | Martin Willmann                | Monaco 1860 II         |          |

| Cessioni | Cessioni         | Cessioni          | Cessioni |
| R.       | Nome             | da                | Modalità |
| -------- | ---------------- | ----------------- | -------- |
| C        | Asif Šarić       | LR Ahlen          |          |
| C        | Matthias Dehoust | Wormatia Worms    |          |
| P        | Uwe Gospodarek   | Wacker Burghausen |          |
| D        | Stephan Hanke    | Amburgo II        |          |
| C        | Werner Heinzen   | Victoria Rosport  |          |
| C        | Ralf Hürter      | Elversberg        |          |
| A        | Vlado Papic      | Augusta           |          |
| C        | Peter Peschel    | Duisburg          |          |
| D        | Sven Teichmann   | Chemnitz          |          |
| A        | Josef Tuma       | Elversberg        |          |
| A        | Mustafa Turgut   | Reutlingen        |          |
| C        | Ramazan Yildirim | Rot-Weiss Essen   |          |

### Sessione invernale
| Acquisti | Acquisti          | Acquisti      | Acquisti |
| R.       | Nome              | da            | Modalità |
| -------- | ----------------- | ------------- | -------- |
| A        | Michał Kolomazník | Teplice       |          |
| A        | Dirk Lehmann      | Yokohama FC   |          |
| C        | Patrik Siegl      | Sigma Olomouc |          |

| Cessioni | Cessioni          | Cessioni        | Cessioni |
| R.       | Nome              | da              | Modalità |
| -------- | ----------------- | --------------- | -------- |
| C        | Paulinho          | LR Ahlen        |          |
| A        | Michał Chałbiński | Górnik Zabrze   |          |
| C        | Semir Devoli      | Paderborn       |          |
| A        | Thomas Glas       | MTV Ingolstadt  |          |
| A        | Ermin Melunovic   | Wehen Wiesbaden |          |
| A        | Alexandru Pițurcă | FCSB            |          |
| C        | Armando Zani      | Augusta         |          |

## Risultati

### 2. Bundesliga

#### Girone di andata
| Arbitro: | Trautmann |

|  |           |              |
|  | Marcatori | 4’ Hutwelker |

| Ratisbona 8 agosto 2003, ore 19:00 CEST 2ª giornata | Jahn Ratisbona | 0 – 0 referto | Greuther Fürth | Jahnstadion (11 200 spett.)\| Arbitro: \| Kircher \| |
| Arbitro:                                            | Kircher        |               |                |                                                      |

| Arbitro: | Marks |

|                |           |                            |
| Kurth 13’, 82’ | Marcatori | 28’ Willmann 76’ Hutwelker |

| Arbitro: | Schriever |

|  |           |                                                         |
|  | Marcatori | 22’ Scharping 45’ Achenbach 73’ (rig.) Kullig 81’ Zandi |

| Arbitro: | Weiner |

|                        |           |                                |
| Copado 12’, 50’ (rig.) | Marcatori | 32’ (rig.) Tölcseres 42’ Dione |

| Arbitro: | Seemann |

|           |           |                         |
| Dione 18’ | Marcatori | 5’ Boakye 33’ Owomoyela |

| Arbitro: | Späker |

|                           |           |             |
| Straube 22’ Tölcseres 53’ | Marcatori | 40’ Peković |

| Arbitro: | Kircher |

|                   |           |                           |
| Baumgart 16’, 76’ | Marcatori | 67’ Hutwelker 87’ Rraklli |

| Arbitro: | Anklam |

|            |           |                    |
| Binder 15’ | Marcatori | 14’, 88’ Klitzpera |

| Arbitro: | Schriever |

|                             |           |                   |
| Kukiełka 34’ Ćirić 35’, 58’ | Marcatori | 78’, 84’ Paulinho |

| Arbitro: | Hoyzer |

|             |           |  |
| Kritzer 66’ | Marcatori |  |

| Arbitro: | Weber |

|                               |           |             |
| Rietpietsch 16’ Ouédraogo 90’ | Marcatori | 20’ Nsaliwa |

| Arbitro: | Meyer |

|                                          |           |  |
| Hutwelker 50’ Rraklli 89’ Stieglmair 90’ | Marcatori |  |

| Arbitro: | Scheppe |

|  |           |                               |
|  | Marcatori | 5’, 50’ Hutwelker 78’ Straube |

| Arbitro: | Marks |

|  |           |                    |
|  | Marcatori | 27’, 68’ Reisinger |

| Arbitro: | Kinhöfer |

|           |           |              |
| Weber 66’ | Marcatori | 76’ Willmann |

| Ratisbona 18 dicembre 2003, ore 20:15 CET 17ª giornata | Jahn Ratisbona | 0 – 0 referto | Energie Cottbus | Jahnstadion (6 000 spett.)\| Arbitro: \| Gagelmann \| |
| Arbitro:                                               | Gagelmann      |               |                 |                                                       |

#### Girone di ritorno
| Arbitro: | Weiner |

|           |           |               |
| Keuler 8’ | Marcatori | 73’ Juskowiak |

| Arbitro: | Pickel |

|                       |           |                          |
| Caillas 14’ Ruman 57’ | Marcatori | 29’ Kritzer 41’ Willmann |

| Arbitro: | Scheppe |

|  |           |                                                 |
|  | Marcatori | 31’ Bugera 46’, 85’ Drsek 65’ Ahanfouf 90’ Voss |

| Arbitro: | Meyer |

|  |           |                                        |
|  | Marcatori | 5’ (aut.) Zandi 12’ Binder 66’ Sträßer |

| Arbitro: | Steinborn |

|               |           |  |
| Kolomazník 9’ | Marcatori |  |

| Bielefeld 7 marzo 2004, ore 15:00 CET 23ª giornata | Arminia Bielefeld | 0 – 0 referto | Jahn Ratisbona | SchücoArena (9 437 spett.)\| Arbitro: \| Gräfe \| |
| Arbitro:                                           | Gräfe             |               |                |                                                   |

| Arbitro: | Stachowiak |

|                                                         |           |  |
| Patschinski 39’ (rig.) Keller 55’ Racanel 70’ Labak 81’ | Marcatori |  |

| Arbitro: | Drees |

|                                          |           |              |
| Stieglmair 14’ Keuler 20’ Kolomazník 31’ | Marcatori | 48’ Baumgart |

| Arbitro: | Walz |

|            |           |  |
| Meijer 75’ | Marcatori |  |

| Arbitro: | Kemmling |

|                            |           |          |
| Kolomazník 3’ Knackmuß 84’ | Marcatori | 75’ Wolf |

| Arbitro: | Pickel |

|                                                 |           |  |
| Lenze 23’ Schüßler 62’ von Walsleben-Schied 83’ | Marcatori |  |

| Arbitro: | Weber |

|          |           |            |
| Fink 30’ | Marcatori | 41’ Tokody |

| Arbitro: | Anklam |

|                                |           |                |
| Felgenhauer 50’, 67’ Bamba 69’ | Marcatori | 36’ Kolomazník |

| Arbitro: | Raquet |

|               |           |             |
| Kovačević 58’ | Marcatori | 42’ Popovic |

| Arbitro: | Merk |

|                                  |           |  |
| Schmidt 19’ (rig.) Reisinger 45’ | Marcatori |  |

| Ratisbona 16 maggio 2004, ore 15:00 CEST 33ª giornata | Jahn Ratisbona | 0 – 0 referto | Magonza | Jahnstadion (10 000 spett.)\| Arbitro: \| Keßler \| |
| Arbitro:                                              | Keßler         |               |         |                                                     |

| Arbitro: | Trautmann |

|                                  |           |  |
| Reghecampf 36’ Iordache 85’, 89’ | Marcatori |  |

### Coppa di Germania
| Arbitro: | Raquet |

|                            |           |               |
| Tölcseres 19’ Knackmuß 76’ | Marcatori | 83’ Hashemian |

| Arbitro: | Scheppe |

|            |           |                              |
| Kuchem 67’ | Marcatori | 54’ Stieglmair 110’ Paulinho |

| Arbitro: | Pickel |

|                                       |                      |                              |
| Tölcseres 15’ Rraklli 25’, 47’        | Marcatori            | 14’ Spizak 66’, 90’ Ahanfouf |
| Kritzer Knackmuß Weinzierl Stieglmair | Tiri di rigore 2 – 4 | Hirsch Cacá Bugera Gruev     |

## Statistiche

### Statistiche di squadra
| Competizione      | Punti | In casa | In casa | In casa | In casa | In casa | In casa | In trasferta | In trasferta | In trasferta | In trasferta | In trasferta | In trasferta | Totale | Totale | Totale | Totale | Totale | Totale | DR  |
| Competizione      | Punti | G       | V       | N       | P       | Gf      | Gs      | G            | V            | N            | P            | Gf           | Gs           | G      | V      | N      | P      | Gf     | Gs     | DR  |
| ----------------- | ----- | ------- | ------- | ------- | ------- | ------- | ------- | ------------ | ------------ | ------------ | ------------ | ------------ | ------------ | ------ | ------ | ------ | ------ | ------ | ------ | --- |
| 2. Bundesliga     | 39    | 17      | 6       | 6       | 5       | 17      | 21      | 17           | 3            | 6            | 8            | 20           | 30           | 34     | 9      | 12     | 13     | 37     | 51     | -14 |
| Coppa di Germania | -     | 2       | 1       | 1       | 0       | 5       | 4       | 1            | 1            | 0            | 0            | 2            | 1            | 3      | 2      | 1      | 0      | 7      | 5      | +2  |
| Totale            | 39    | 19      | 7       | 7       | 5       | 22      | 25      | 18           | 4            | 6            | 8            | 22           | 31           | 37     | 11     | 13     | 13     | 44     | 56     | -12 |

### Andamento in campionato
| Giornata  | 1 | 2 | 3 | 4  | 5  | 6  | 7  | 8  | 9  | 10 | 11 | 12 | 13 | 14 | 15 | 16 | 17 | 18 | 19 | 20 | 21 | 22 | 23 | 24 | 25 | 26 | 27 | 28 | 29 | 30 | 31 | 32 | 33 | 34 |
| --------- | - | - | - | -- | -- | -- | -- | -- | -- | -- | -- | -- | -- | -- | -- | -- | -- | -- | -- | -- | -- | -- | -- | -- | -- | -- | -- | -- | -- | -- | -- | -- | -- | -- |
| Luogo     | T | C | T | C  | T  | C  | C  | T  | C  | T  | C  | T  | C  | T  | C  | T  | C  | C  | T  | C  | T  | C  | T  | T  | C  | T  | C  | T  | C  | T  | C  | T  | C  | T  |
| Risultato | V | N | N | P  | N  | P  | V  | N  | P  | P  | V  | P  | V  | V  | P  | N  | N  | N  | N  | P  | V  | V  | N  | P  | V  | P  | V  | P  | N  | P  | N  | P  | N  | P  |
| Posizione | 7 | 5 | 7 | 11 | 13 | 15 | 10 | 12 | 15 | 15 | 13 | 14 | 13 | 11 | 12 | 12 | 13 | 13 | 12 | 14 | 12 | 12 | 11 | 12 | 9  | 11 | 9  | 11 | 12 | 14 | 14 | 16 | 16 | 16 |

Legenda:

Luogo: C = Casa; T = Trasferta. Risultato: V = Vittoria; N = Pareggio; P = Sconfitta.

### Statistiche dei giocatori
| Giocatore     | 2. Bundesliga | 2. Bundesliga | 2. Bundesliga | 2. Bundesliga | Coppa di Germania | Coppa di Germania | Coppa di Germania | Coppa di Germania | Totale   | Totale | Totale      | Totale     |
| Giocatore     | Presenze      | Reti          | Ammonizioni   | Espulsioni    | Presenze          | Reti              | Ammonizioni       | Espulsioni        | Presenze | Reti   | Ammonizioni | Espulsioni |
| ------------- | ------------- | ------------- | ------------- | ------------- | ----------------- | ----------------- | ----------------- | ----------------- | -------- | ------ | ----------- | ---------- |
| V. Anagnostou | 1             | 0             | 0             | 0             | 0                 | 0                 | 0                 | 0                 | 1        | 0      | 0           | 0          |
| S. Binder     | 18            | 2             | 6             | 0             | 0                 | 0                 | 0                 | 0                 | 18       | 2      | 6           | 0          |
| M. Chałbiński | 8             | 0             | 1             | 0             | 1                 | 0                 | 1                 | 0                 | 9        | 0      | 2           | 0          |
| S. Devoli     | 8             | 0             | 2             | 0             | 2                 | 0                 | 1                 | 0                 | 10       | 0      | 3           | 0          |
| E. Dione      | 14            | 2             | 0             | 0             | 1                 | 0                 | 0                 | 0                 | 15       | 2      | 0           | 0          |
| O. Fink       | 18            | 1             | 3             | 0             | 0                 | 0                 | 0                 | 0                 | 18       | 1      | 3           | 0          |
| T. Fink       | 0             | 0             | 0             | 0             | 0                 | 0                 | 0                 | 0                 | 0        | 0      | 0           | 0          |
| H. Gfreiter   | 2             | 0             | 1             | 0             | 1                 | 0                 | 0                 | 0                 | 3        | 0      | 1           | 0          |
| K. Hutwelker  | 27            | 6             | 2             | 1             | 2                 | 0                 | 0                 | 0                 | 29       | 6      | 2           | 1          |
| C. Keuler     | 32            | 2             | 5             | 0             | 2                 | 0                 | 1                 | 0                 | 34       | 2      | 6           | 0          |
| M. Knackmuß   | 31            | 1             | 5             | 0             | 3                 | 1                 | 1                 | 0                 | 34       | 2      | 6           | 0          |
| M. Kolomazník | 16            | 4             | 2             | 0             | 0                 | 0                 | 0                 | 0                 | 16       | 4      | 2           | 0          |
| M. Kovačević  | 7             | 1             | 2             | 0             | 0                 | 0                 | 0                 | 0                 | 7        | 1      | 2           | 0          |
| C. Kritzer    | 32            | 2             | 11            | 0             | 3                 | 0                 | 1                 | 0                 | 35       | 2      | 12          | 0          |
| D. Lehmann    | 6             | 0             | 1             | 0             | 0                 | 0                 | 0                 | 0                 | 6        | 0      | 1           | 0          |
| P. Martin     | 31            | 0             | 2             | 0             | 3                 | 0                 | 0                 | 0                 | 34       | 0      | 2           | 0          |
| E. Melunovic  | 1             | 0             | 0             | 0             | 0                 | 0                 | 0                 | 0                 | 1        | 0      | 0           | 0          |
| I. Morinas    | 4             | 0             | 0             | 0             | 1                 | 0                 | 0                 | 0                 | 5        | 0      | 0           | 0          |
| H. Müller     | 4             | 0             | 0             | 0             | 0                 | 0                 | 0                 | 0                 | 4        | 0      | 0           | 0          |
| T. Nsaliwa    | 25            | 1             | 4             | 0             | 3                 | 0                 | 0                 | 0                 | 28       | 1      | 4           | 0          |
| P. Paulinho   | 10            | 2             | 2             | 0             | 1                 | 1                 | 1                 | 0                 | 11       | 3      | 3           | 0          |
| A. Rraklli    | 21            | 2             | 0             | 0             | 2                 | 2                 | 0                 | 0                 | 23       | 4      | 0           | 0          |
| O. Schmidt    | 23            | 0             | 2             | 1             | 0                 | 0                 | 0                 | 0                 | 23       | 0      | 2           | 1          |
| D. Schmitt    | 0             | 0             | 0             | 0             | 0                 | 0                 | 0                 | 0                 | 0        | 0      | 0           | 0          |
| P. Siegl      | 9             | 0             | 1             | 1             | 0                 | 0                 | 0                 | 0                 | 9        | 0      | 1           | 1          |
| M. Stieglmair | 30            | 2             | 3             | 1             | 3                 | 1                 | 0                 | 0                 | 33       | 3      | 3           | 1          |
| O. Straube    | 17            | 2             | 5             | 0             | 2                 | 0                 | 0                 | 0                 | 19       | 2      | 5           | 0          |
| C. Sträßer    | 18            | 1             | 5             | 0             | 2                 | 0                 | 0                 | 0                 | 20       | 1      | 5           | 0          |
| A. Tölcseres  | 20            | 2             | 3             | 0             | 3                 | 2                 | 1                 | 0                 | 23       | 4      | 4           | 0          |
| M. Weinzierl  | 9             | 0             | 1             | 0             | 2                 | 0                 | 1                 | 0                 | 11       | 0      | 2           | 0          |
| M. Willmann   | 24            | 3             | 0             | 0             | 2                 | 0                 | 0                 | 0                 | 26       | 3      | 0           | 0          |
| A. Zani       | 1             | 0             | 0             | 0             | 1                 | 0                 | 0                 | 0                 | 2        | 0      | 0           | 0          |
| T. Zellner    | 1             | 0             | 1             | 0             | 0                 | 0                 | 0                 | 0                 | 1        | 0      | 1           | 0          |